# District de Saran
Le District de Saran  (hindi : सारण  ज़िला) est un district de l'état du Bihar en Inde.

## Géographie
Sa population de 3 951 862 habitants (en 2011) pour une superficie de 2 641 km2.
Son chef-lieu est la ville de Chhapra.